# Choi Woo-shik
Choi Woo-shik (* 26. März 1990 in Seoul) ist ein südkoreanischer Schauspieler.

## Leben
Als Choi in der fünften Schulklasse war, ging er mit seiner Familie nach Kanada, wo er für zehn Jahre lebte. 2011 kehrte er nach Südkorea zurück und ergatterte seine erste Fernsehrolle in der Serie Jjakpae (짝패).
2014 spielte Choi die Hauptrolle in dem Independentfilm Set Me Free, für den er als Schauspieler des Jahres auf dem Busan International Film Festival ausgezeichnet wurde. Internationale Bekanntheit erreichte er durch seine Rollen in dem Zombiefilm Train to Busan (2016) von Yeon Sang-ho und dem Netflix-Film Okja (2017) von Bong Joon-ho. 2018 spielte er schließlich einen mysteriösen, jungen Mann in dem Actionfilm The Witch: Subversion von Park Hoon-jung.
2019 spielt er eine der Hauptrollen in Bong Joon-hos neuem Film Parasite, der seine Weltpremiere auf den Internationalen Filmfestspielen von Cannes 2019 feierte.

## Filmografie (Auswahl)

### Filme
- 2011: Etude, Solo (Kurzfilm)
- 2012: Circle of Crime – Director’s Cut
- 2013: Secretly, Greatly (은밀하게 위대하게)
- 2014: Set Me Free (거인 Geoin)
- 2014: Big Match (빅매치)
- 2015: In the Room (無限春光27)
- 2016: Train to Busan (부산행)
- 2017: Okja
- 2018: Golden Slumber (골든 슬럼버)
- 2018: The Princess and the Matchmaker (궁합 Gunghap)
- 2018: The Witch: Subversion (마녀 Manyeo)
- 2018: Monstrum (물괴)
- 2019: Rosebud (그대 이름은 장미 Geudae Ireumeun Jangmi)
- 2019: Parasite (기생충 Gisaengchung)
- 2020: Time to Hunt (사냥의 시간)
- 2024: Wonderland (원더랜드 Wondeolaendeu)

### Fernsehserien (Auswahl)
- 2011: Jjakpae (짝패)
- 2011: Deep Rooted Tree (뿌리 깊은 나무 Ppuri Gipeun Namu)
- 2012: Rooftop Prince  (옥탑방 왕세자)
- 2015: Hogu’s Love  (호구의 사랑 Hogu-ui Sarang)
- 2017: Fight For My Way
- 2021: Our Beloved Summer (그 해 우리는 Geu Hae Urineun)

## Auszeichnungen
Busan International Film Festival 2014
- Preis als Darsteller des Jahres für Set Me Free

Wildflower Film Awards 2015
- Auszeichnung in der Kategorie Bester neuer Schauspieler für Set Me Free

Korean Association of Film Critics Awards 2015
- Auszeichnung in der Kategorie Bester neuer Schauspieler für Set Me Free

Busan Film Critics Awards 2015
- Auszeichnung in der Kategorie Bester neuer Schauspieler für Set Me Free

Blue Dragon Award 2015
- Auszeichnung in der Kategorie Bester neuer Schauspieler für Set Me Free